# Sarothrura pulchra
La polluela pulcra (Sarothrura pulchra) es una especie de ave en la familia Sarothruridae.
Se la encuentra en Angola, Benín, Burundi, Camerún, República Centroafricana, República del Congo, República Democrática del Congo, Costa de Marfil, Guinea Ecuatorial, Gabón, Gambia, Ghana, Guinea, Guinea-Bissau, Kenia, Liberia, Nigeria, Ruanda, Senegal, Sierra Leona, Sudán, Tanzania, Togo, Uganda, y Zambia.

## Ecología
Esta especie no es migratoria, aunque algunas poblaciones realizan desplazamientos locales en hábitats que han sido perturbados o que son extremadamente secos. Se conoce muy poco sobre la temporada de reproducción, pero en la mayoría de las zonas la especie se reproduce durante las lluvias en territorios permanentes de parejas solitarias o en grupos familiares. La especie se alimenta durante las horas de luz, y su actividad es mayor temprano por la mañana y al atardecer.

## Hábitat
La especie requiere zonas con residuos de hojas, barro, arena, gravilla o aguas poco profundas cubiertos de vegetación densa para alimentarse, y por lo general se la encuentra en bosques pantanosos, arroyos, estanques y riberas de ríos en bosque húmedo. Puede presentarse hasta distancias de 400 m del agua en el suelo del bosque, y aunque rara vez se la observa en lo profundo del bosque, puede seguir el curso de ríos y arroyos en bosques, pastizales densos con arbustos, de forma excepcional se la puede encontrar en zonas con papiro y otras vegetaciones acuáticas en lagos. La especie se encuentra bien adaptada para situaciones en que el bosque es molestado, a menudo permaneciendo junto a arroyuelos boscosos luego de que el bosque ha sido despejado, y coloniza las zonas boscosas despejadas siempre y cuando se conserve o desarrolle cierto grado de vegetación de cobertura.

## Alimentación
Su dieta consiste principalmente de invertebrados tales como insectos (incluyendo hormigas, escarabajos, Hemiptera, moscas y pequeñas polillas), larvas de insectos acuáticos y terrestres (por ejemplo aquellas de quironómidos, libélulas, escarabajos y Lepidoptera), gusanos de tierra, nematodos, sangüijuelas pequeñas, gastropodos pequeños, miriapodos y arañas, en ocasiones puede capturar ranas pequeñas y consumir vegetales.